# 헬라스 (의인화)

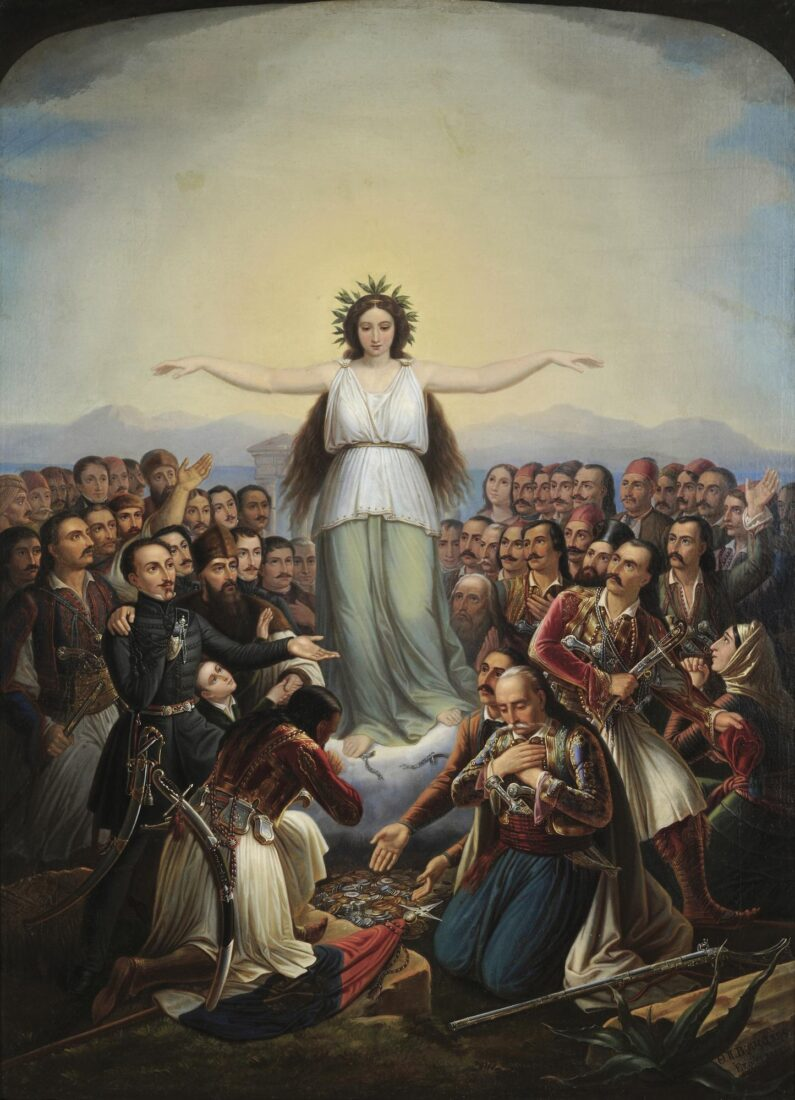
그리스 독립 전쟁에 참가한 혁명가들과 함께 여성으로 의인화된 그리스.

헬라스(그리스어: Ἑλλάς) 또는 엘라다(그리스어: Ελλάδα)는 고대 그리스로 거슬러 올라가는 그리스의 의인화이다. 그리스에는 통일에 대한 열망이 있었고, 헬라스는 당시 알려진 유일한 국가 의인화였다. 그녀는 문학에서 자주 언급되지만 후기 고전 아테네의 예술에서는 한 번만 나타난다.

## 설명
헬라스는 일반적으로 고대 그리스 의상과 유사한 단순한 옷을 입은 여성으로 묘사된다. 그녀의 머리에는 왕관이나 올리브 화환을 쓰고 있다.